# 海上移動業務識別コード
海上移動業務識別コード（かいじょういどうぎょうむ しきべつコード）、あるいはMMSI番号（Maritime Mobile Service Identity）とは、デジタル選択呼出通信装置（DSC通信装置）を搭載した船舶・地上局に認識番号として交付される番号を指す。構成する数字9桁の最初の3桁は国を示す。
電話やテレックス接続時、警報発出時に用いられる。また自動船舶識別装置（AIS）の識別符号としても使用され、船舶の排ガスによる大気汚染調査に応用された例がある。

## 関連資料
発行年順。
- 「海上移動業務」『電波・テレコム用語辞典』電気通信振興会、1999年、改訂第7版、p164-。全国書誌番号:99119608。
- Fletcher, Sue	(2002) A boater's guide to VHF and GMDSS. International Marine/McGraw-Hill, ISBN 0071388028, NCID BA90238579.
- IHS Fairplay (2012) IHS fairplay register of ships. IHS Fairplay, ISBN 9781906313548, NCID BB11177760.
- United States Coast Guard Auxiliary	(2013) Boating skills and seamanship. 14th ed. International Marine/McGraw Hill Education. ISBN 9780071829328, NCID BB14458460.
- IHS Maritime and Lloyd's Register of Shipping (2014) Lloyd's register of ships. IHS Maritime. ISBN 9781906313760, NCID BB17602712.